# Karin Bruns (Künstlerin)
Karin Bruns (geb. Ross, * 25. Februar 1918 in Frankenthal (Pfalz); † 2. Oktober 1997 in Heidelberg) war eine deutsche Malerin, Grafikerin und Bühnenausstatterin.

## Leben und Werk
Karin Ross erhielt 1931 Kunstunterricht von Walter Perron. 1933 besuchte sie erste Kurse an der Freien Akademie (Werkkunstschule) in Mannheim, wo sie bei Albert Henselmann studierte. 1934 bis 1937 besuchte sie die private Modeschule von Wilfried Otto in Mannheim. Anschließend studierte Ross bis 1941 an der Hochschule für Bildende Künste in Berlin.
Seit 1940 fertigte sie Modezeichnungen für den Silberspiegel des Scherl-Verlags an. Zugleich war sie freie Mitarbeiterin bei der Terra Film. 1943 verlor sie bei der Zerstörung ihres Berliner Ateliers im Zweiten Weltkrieg alle Arbeiten und Entwürfe. Sie kehrte 1945 nach Frankenthal zurück, wo sie im Schuhgeschäft der Eltern arbeitete. Von 1946 bis 1948 fertigte sie Entwürfe und Titelbilder für Aenne Burdas Zeitschrift Die Frau an.
1968 entwarf sie die Ausstattung für das Ballett Feuervogel der Städtischen Bühne Heidelberg. Weitere Ausstattungen für das Ballett und das Zimmertheater Heidelberg entwarf Bruns in den Jahren 1974 bis 1980. Von 1974 bis 1975 war Bruns zweite Vorsitzende der Pfälzischen Sezession.
1945 heiratete Karin Ross den Maler und Karikaturisten Johnny Bruns (1909–1953). 1949 wurde die Tochter Nane (Christiane) geboren. Erst nach dem Tod ihres Ehemanns im Jahr 1953 arbeitete Ross unter dem Namen Karin Bruns. 1964 heiratete sie den Bildhauer Theo Siegle, der 1973 starb. Mit der zweiten Ehe wurde die Stadt Heidelberg ihr Lebensmittelpunkt.

## Mitgliedschaften
- Pfälzische Sezession
- Künstlergruppe 79 e. V. Heidelberg
- Künstlerbund Rhein-Neckar.

## Ausstellungen (Auswahl)
- 1964: Ausstellung mit der Pfälzischen Sezession im Kulturhaus Ludwigshafen
- 1968/1969: Ausstellung mit der Pfälzischen Sezession im Bürgermeister-Ludwig-Reichert-Haus in Ludwigshafen
- 1983: Karin Bruns. Handzeichnungen und Druckgraphik. Mittelrheinisches Landesmuseum Mainz.
- 1995: Jubiläumsausstellung 50 Jahre Pfälzische Sezession. Historisches Museum der Pfalz, Speyer

### Gedächtnisausstellungen
- 2003: Kurpfälzisches Museum der Stadt Heidelberg
- 2008: Ausstellung der Pfälzischen Sezession: Frühe Jahre, eine Hommage an die verstorbenen Mitglieder
- 2018: Erkenbert-Museum Frankenthal (Pfalz)

## Auszeichnungen
- 1967: Pfalzpreis für Graphik
- 1986: Willibald-Kramm-Preis
- 1993: Kunstpreis und Picasso-Medaille der Vereinigung der Pfälzer Kunstfreunde.

## Schriften (Auswahl)
- Der Bildhauer Georg Schubert-Blümling. In: Frankenthal einst und jetzt. 1974, Heft 3, S. 18–19.
- Du mußt getrieben sein! In: Karin Bruns – Leben und Werk. Katalog, Kurpfälzisches Museum Heidelberg 2003.